# 채널A 뉴스브리핑
채널A 뉴스 브리핑은 대한민국에서 월~금 오후 5시 50분~6시에 텔레비전으로 방송하는 채널A의 주중 저녁 뉴스 프로그램이다.

## 채널A의 뉴스 프로그램
- 굿모닝! 채널A
- 채널A 12시 뉴스
- 채널A 뉴스 쇼 A타임
- 뉴스A
- 스포츠 투나잇